# Walter Bressan
Walter Bressan (Oderzo, 26 gennaio 1981) è un allenatore di calcio ed ex calciatore italiano, di ruolo portiere, preparatore dei portieri della Sampdoria.

## Carriera

### Giocatore
Originario di Ponte di Piave, inizia a giocare a calcio nella squadra del suo paese finché viene notato da un osservatore dell'Atalanta che lo porta al Fossalta di Piave, squadra satellite della compagine bergamasca. A tredici anni si trasferisce a Bergamo dove completerà il settore giovanile e verrà aggregato alla prima squadra per tre stagioni senza esordire. Nella stagione 2001-02 si trasferisce allo Spezia con cui esordisce tra i professionisti mentre l'anno seguente è il secondo di Domenico Doardo nel vittorioso campionato del Treviso in Serie C1. Nel 2003-04 è il portiere titolare del Pavia, nella cui rosa è confermato anche per la stagione successiva, dove tuttavia gioca solo metà partite.
Nella sessione estiva del calciomercato del 2005, viene acquistato dall'Arezzo che gli permette di esordire in Serie B. Nella sua militanza ad Arezzo , viene trovato positivo al finasteride che gli causa un anno di squalifica.
Dopo due stagioni passate con gli aretini, passa in prestito al Grosseto per una stagione.
Nel 2008 viene acquistato dal Sassuolo dove resta per tre stagioni.
Per la stagione 2011-2012 viene acquistato in prestito dal Varese che, nell'estate successiva dopo il ritorno in Emilia, lo preleva a titolo definitivo.
Nella stagione in cui fu acquistato riuscì a raggiungere la finale dei play-off contro la Sampdoria.
Rimane al Varese fino al 2014, per poi passare al Cesena, fa il suo esordio all'ultima giornata di campionato (oltre che in Serie A) contro il Torino persa per 5-0. Quella è stata l'unica partita in Serie A della sua carriera.
Il 23 luglio 2015 firma con il Chievo. Dopo non aver giocato nessuna partita in 2 anni si ritira nell'estate 2017.

### Dopo il ritiro
Dopo essersi ritirato entra a far parte della dirigenza dei clivensi nel settore giovanile.
Consegue il patentino UEFA A nel giugno 2017 e diventa preparatore dei portieri del Chievo fino al giugno successivo nello staff di Rolando Maran. Nella stagione 2018-2019 si trasferisce assieme a Maran in Sardegna per svolgere lo stesso ruolo al Cagliari ma nella formazione Primavera di Max Canzi e Alessandro Agostini mentre nella stagione 2019-2020 viene promosso nella prima squadra, tuttavia terminando il rapporto il 3 marzo 2020 a causa dell'esonero di Maran.
Dopo un periodo nella primavera del Cagliari tra marzo e giugno, ad agosto segue Maran al Genoa.
Nel luglio del 2021 ritorna al Cagliari nel ruolo di preparatore dei portieri della prima squadra, ruolo che ricopre fino al 30 giugno 2024 quando lascia insieme a tutto lo staff di Claudio Ranieri.
L'11 dicembre 2024 segue Leonardo Semplici, come nuovo preparatore dei portieri della Sampdoria.

## Statistiche

### Presenze e reti nei club
| Stagione        | Squadra         | Campionato      | Campionato | Campionato | Coppe nazionali | Coppe nazionali | Coppe nazionali | Coppe continentali | Coppe continentali | Coppe continentali | Altre coppe | Altre coppe | Altre coppe | Totale | Totale |
| Stagione        | Squadra         | Comp            | Pres       | Reti       | Comp            | Pres            | Reti            | Comp               | Pres               | Reti               | Comp        | Pres        | Reti        | Pres   | Reti   |
| --------------- | --------------- | --------------- | ---------- | ---------- | --------------- | --------------- | --------------- | ------------------ | ------------------ | ------------------ | ----------- | ----------- | ----------- | ------ | ------ |
| 1998-1999       | Atalanta        | B               | 0          | 0          | CI              | 0               | 0               | -                  | -                  | -                  | -           | -           | -           | 0      | 0      |
| 1999-2000       | Atalanta        | B               | 0          | 0          | CI              | 0               | 0               | -                  | -                  | -                  | -           | -           | -           | 0      | 0      |
| 2000-2001       | Atalanta        | A               | 0          | 0          | CI              | 0               | 0               | -                  | -                  | -                  | -           | -           | -           | 0      | 0      |
| Totale Atalanta | Totale Atalanta | Totale Atalanta | 0          | 0          |                 | 0               | 0               |                    | -                  | -                  |             | -           | -           | 0      | 0      |
| 2001-2002       | Spezia          | C1              | 10         | -7         | CI-C            | 0               | 0               | -                  | -                  | -                  | -           | -           | -           | 10     | -7     |
| 2002-2003       | Treviso         | C1              | 4          | -6         | CI+CI-C         | 3+0             | -6              | -                  | -                  | -                  | -           | -           | -           | 7      | -12    |
| 2003-2004       | Pavia           | C1              | 32         | -45        | CI-C            | 1               | 0               | -                  | -                  | -                  | -           | -           | -           | 33     | -45    |
| 2004-2005       | Pavia           | C1              | 13+4       | -14 + -7   | CI-C            | 2               | -4              | -                  | -                  | -                  | -           | -           | -           | 19     | -25    |
| Totale Pavia    | Totale Pavia    | Totale Pavia    | 45+4       | -59 + -7   |                 | 3               | -4              |                    | -                  | -                  |             | -           | -           | 52     | -70    |
| 2005-2006       | Arezzo          | B               | 40         | -32        | CI              | 0               | 0               | -                  | -                  | -                  | -           | -           | -           | 40     | -32    |
| 2006-2007       | Arezzo          | B               | 11         | -14        | CI              | 0               | 0               | -                  | -                  | -                  | -           | -           | -           | 11     | -14    |
| Totale Arezzo   | Totale Arezzo   | Totale Arezzo   | 51         | -46        |                 | 0               | 0               |                    | -                  | -                  |             | -           | -           | 51     | -46    |
| 2007-2008       | Grosseto        | B               | 38         | -49        | CI              | 1               | -2              | -                  | -                  | -                  | -           | -           | -           | 39     | -51    |
| 2008-2009       | Sassuolo        | B               | 41         | -50        | CI              | 2               | -1              | -                  | -                  | -                  | -           | -           | -           | 43     | -51    |
| 2009-2010       | Sassuolo        | B               | 37         | -35        | CI              | 2               | 0               | -                  | -                  | -                  | -           | -           | -           | 39     | -35    |
| 2010-2011       | Sassuolo        | B               | 20         | -24        | CI              | 0               | 0               | -                  | -                  | -                  | -           | -           | -           | 20     | -24    |
| Totale Sassuolo | Totale Sassuolo | Totale Sassuolo | 98         | -109       |                 | 4               | -1              |                    | -                  | -                  | -           | -           | -           | 102    | -110   |
| 2011-2012       | Varese          | B               | 36+4       | -35 + -5   | CI              | 0               | 0               | -                  | -                  | -                  | -           | -           | -           | 40     | -40    |
| 2012-2013       | Varese          | B               | 32         | -44        | CI              | 1               | -1              | -                  | -                  | -                  | -           | -           | -           | 33     | -45    |
| 2013-2014       | Varese          | B               | 27         | -45        | CI              | 0               | 0               | -                  | -                  | -                  | -           | -           | -           | 27     | -45    |
| Totale Varese   | Totale Varese   | Totale Varese   | 95+4       | -124 + -5  |                 | 1               | -1              |                    | -                  | -                  |             | -           | -           | 100    | -130   |
| 2014-2015       | Cesena          | A               | 1          | -5         | CI              | 0               | 0               | -                  | -                  | -                  | -           | -           | -           | 1      | -5     |
| 2015-2016       | Chievo          | A               | 0          | 0          | CI              | 0               | 0               | -                  | -                  | -                  | -           | -           | -           | 0      | 0      |
| 2016-2017       | Chievo          | A               | 0          | 0          | CI              | 0               | 0               | -                  | -                  | -                  | -           | -           | -           | 0      | 0      |
| Totale carriera | Totale carriera | Totale carriera | 350        | -417       |                 | 12              | -14             |                    | -                  | -                  |             | -           | -           | 362    | -431   |

## Palmarès

### Club
- Campionato italiano Serie C: 1

Treviso: 2002-2003
- Supercoppa di Lega Serie C1: 1

Treviso: 2003